# ستيفن هيثكوت
ستيفن هيثكوت (بالإنجليزية: Stephen Heathcote)‏ هو راقص باليه أسترالي، ولد في 16 أكتوبر 1964 في واغن في أستراليا.

## وصلات خارجية
- ستيفن هيثكوت على موقع IMDb (الإنجليزية)
- ستيفن هيثكوت على موقع قاعدة بيانات الفيلم (الإنجليزية)